# Rolls-Royce Silver Seraph

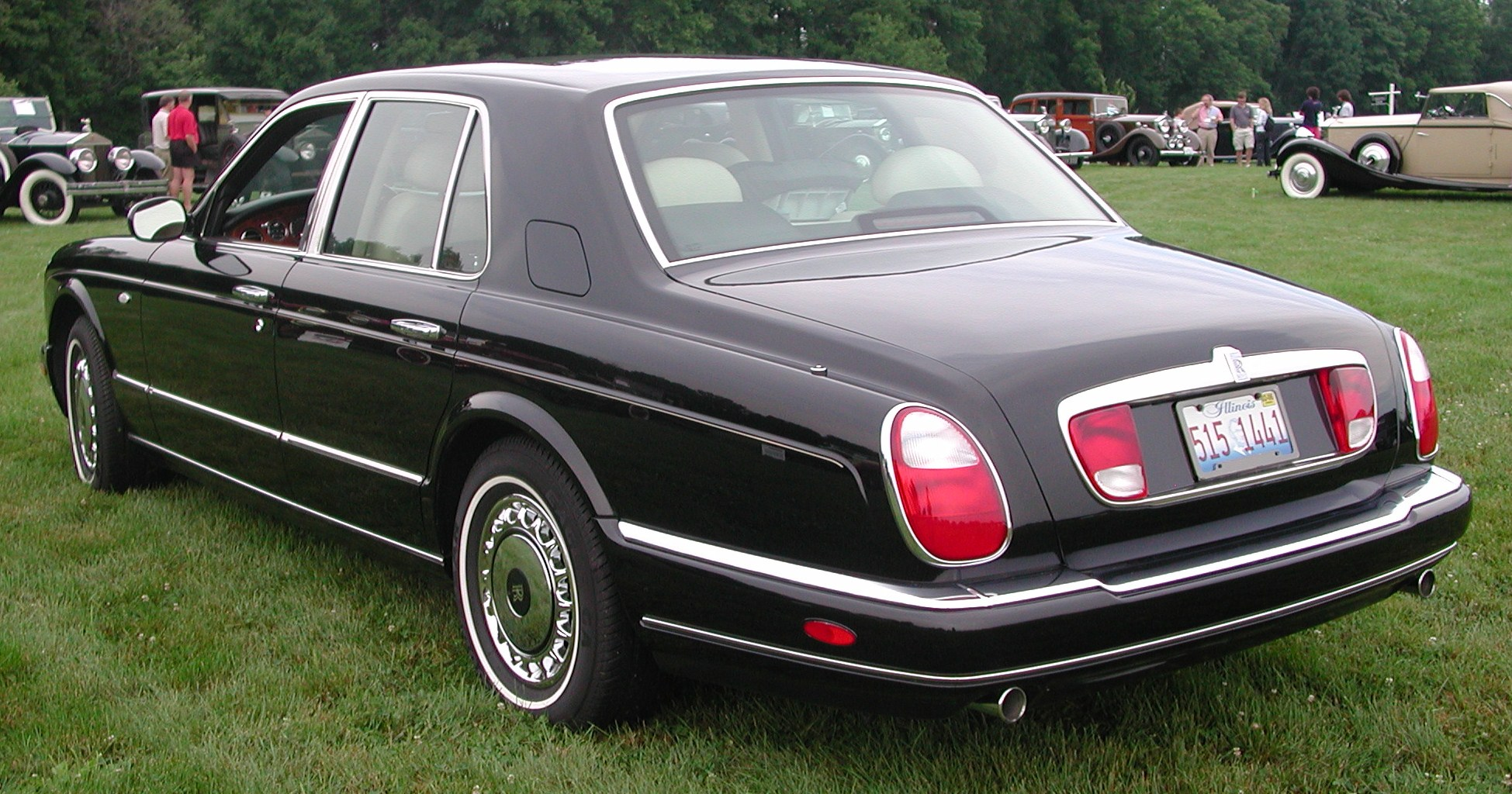
Rolls-Royce Silver Seraph

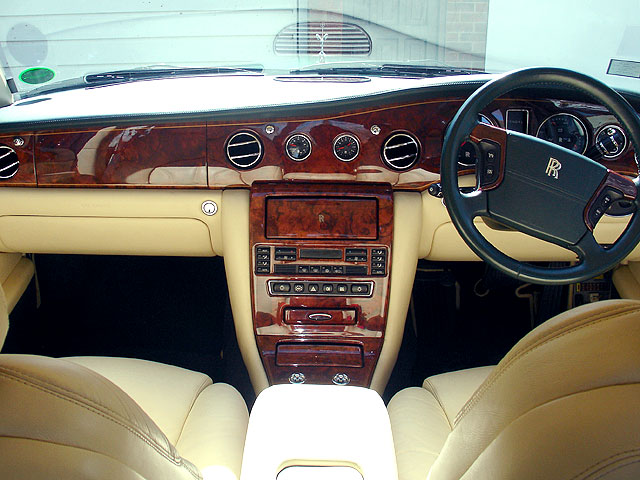
Interieur

Der Rolls-Royce Silver Seraph ist eine Limousine der Oberklasse von Rolls-Royce. Er wurde im Mai 1998 als Nachfolger der Baureihen Silver Spirit und Silver Spur vorgestellt und hat den Bentley Arnage als Schwestermodell. Nach 18 Jahren war er der erste völlig neu entwickelte Rolls-Royce nach dem Silver Shadow. Eine im März 2000 vorgestellte Version mit um 25 cm verlängertem Radstand trug den Namen Park Ward. Der Silver Seraph wurde bis 2002 produziert und im Folgejahr durch den Phantom VII ersetzt. Rolls-Royce und Bentley gingen seit 2003 getrennte Wege.

## Geschichte und Technik
Alle Rolls-Royce Silver Seraph wurden in der Rolls-Royce-Fabrik im englischen Crewe gebaut. Im Jahr 2002 wurde die Produktion des Fahrzeugs eingestellt. BMW hatte die Markenrechte vom Vickers-Konzern gekauft, die Fabrik ging dagegen an Volkswagen. Der Bentley Arnage wurde bis 2009 in der von Volkswagen übernommenen Fabrik in Crewe produziert.
Als erster Rolls-Royce seit dem Phantom III von 1936 wird er wieder von einem V12-Motor angetrieben, der in diesem Fall aus dem BMW 750i/iL stammt. Der BMW M73 besteht aus Aluminium und leistet 240 kW (326 PS) bei 5000 min−1. Das maximale Drehmoment beträgt 490 Nm bei 3900 min−1. Er besitzt ein elektronisch gesteuertes Motormanagement. Der Silver Seraph mit seinen knapp 2,6 Tonnen Leergewicht erreicht eine Höchstgeschwindigkeit von 225 km/h. Die Federung ist komfortabel ausgelegt, jedoch auf kurzen Unebenheiten härter als die der Vorgängermodelle. Zur weiteren Ausstattung zählt unter anderem auch ein Antiblockiersystem für die Bremsen und Adaptive Ride Control. Der Silver Seraph verfügt über ein ZF-Fünfgang-Automatikgetriebe. Die Verwindungssteifigkeit der Karosserie ist um 65 Prozent höher als bei dem Vorgänger. Außer dem Kühlergrill, den Felgen und der Kühlerfigur sind alle Karosserieteile mit dem Bentley Arnage identisch. Der Silver Seraph baut auch auf derselben Plattform auf wie der Arnage. Die Karosserie war in Einfarben- wie auch in Zweifarben-Lackierung erhältlich.
Auch im Innenraum sind sich Silver Seraph und Arnage sehr ähnlich, weisen jedoch im Detail Unterschiede auf: Der Silver Seraph besitzt Rolls-Royce-typische Stilelemente, unter anderem hat die Mittelkonsole eine ausführlichere Holzvertäfelung. In beiden Fahrzeugen gibt es einen mit Leder verkleideten Innenraum und Ledersitze. Die Innenraum-Applikationen an Armaturenbrett, Mittelkonsole, den Seiten der Vordersitze und an den Türvertäfelungen waren frei wählbar. Standardmäßig wurde Wurzelnussholz verwendet.
Der Silver Seraph kostete zur Markteinführung in Deutschland 444.000 DM, 155.175 £ in Großbritannien und 220.695 $ in den Vereinigten Staaten. Insgesamt wurden 1570 Silver Seraph hergestellt.

## Modell Park Ward
Auf Basis des Silver Seraph wurde von 2000 bis 2002 der Rolls-Royce Park Ward gebaut. Dabei handelt es sich um ein Repräsentationsfahrzeug für den Chauffeurbetrieb. Die Passagiere im Fond haben 250 mm mehr Beinfreiheit durch Verlängerung der Standardversion des Silver Seraph auf 5640 mm. Das Automobil wurde auf dem Genfer Auto-Salon im März 2000 vorgestellt. Die Produktionszahl des Park Ward betrug 127 Fahrzeuge. Der Name Park Ward bezieht sich auf den ehemaligen britischen Karosseriehersteller Park Ward, der 1939 von Rolls-Royce gekauft wurde. Das Konzept des Park Ward ähnelt dem der Rolls-Royce Park Ward Limousine, einer überlangen Version des Rolls-Royce Silver Spirit Mk. IV, die von 1994 bis 1998 gebaut wurde.

## Technische Daten
| Motor         | Hubraum  | Leistung                       | Drehmoment            | Verbrauch         | 0–100 km/h | Vmax     | Getriebe           |
| ------------- | -------- | ------------------------------ | --------------------- | ----------------- | ---------- | -------- | ------------------ |
| V12 (BMW M73) | 5379 cm³ | 240 kW (326 PS) bei 5000 min−1 | 490 Nm bei 3900 min−1 | ca. 17,4 l/100 km | 7,5 s      | 225 km/h | Fünfgang-Automatik |